# Franz Andreas Holly
Franz Andreas Holly (Lübeck, 1747 - Wrocław, 1783) fou un compositor alemany.
Va ser mestre de capella de diverses cases nobles i va compondre una sèrie de comèdies líriques que tinguren gran acceptació.
Cal citar entre elles:
- Der bassa von Tunis,
- Die Jaga,
- Das Gespenst,
- Der Waarenhändler von Smyrna,
- Der Lustige Schuster,